# 安绍杰
安绍杰（1659年—1733年），字大啓，又字澹庵，号澹園。常州府無錫縣安镇（今屬江蘇省無錫市锡山区）人，清朝诗人、作家。著有《安我素先生年谱》。

## 简介
安绍杰生于清順治十六年六月十五日，卒于雍正十一年八月初五日。著有《安我素先生年谱》，现有乾隆五十九年刊本存世。

## 家庭
明末东林党领袖安希范之曾孙，清初诗人安璿之次子。